# Prongil
Prongil is een bestuurslaag in het regentschap Pakpak Bharat van de provincie Noord-Sumatra, Indonesië. Prongil telt 594 inwoners (volkstelling 2010).